# 衣装
衣装（いしょう）は、もともとは衣裳（いしょう）と書き、上半身に着用する「衣」（きぬ）と下半身に着用する「裳」（も）からきた言葉で、広く着物、衣服のことをいった。その後、形式の整った衣服や、上等な衣服、演劇などの舞台衣装や晴れ着など、特別な目的のための衣服としての用法が主となった。表記は、熟語の意味の類似性から「衣裳」から「衣装」への書き換えも定着した。衣装は、英語ではコスチュームに相当する。
コスチューム（costume）とは、特定の地域、時代、民族に特有な服装のこと（民族衣装）、また、舞台や舞踏会、仮装などに着用する衣装のことを意味する。そのような衣装を着た演劇や映画、バレエなどの歴史劇、時代劇のことをコスチューム・プレイと呼ぶ。コスチュームは単に服装の意味で使われることもある。
衣装（コスチューム）をデザインする人のことを衣裳デザイナー（衣装デザイナー、コスチュームデザイナー）と呼ぶ。
本項では、主に特別な装いとしての服装について記述する。また類語である装束（しょうぞく）についても簡単に触れる。服装全般については服飾および被服を参照。

## 主な分類

### 舞台衣装

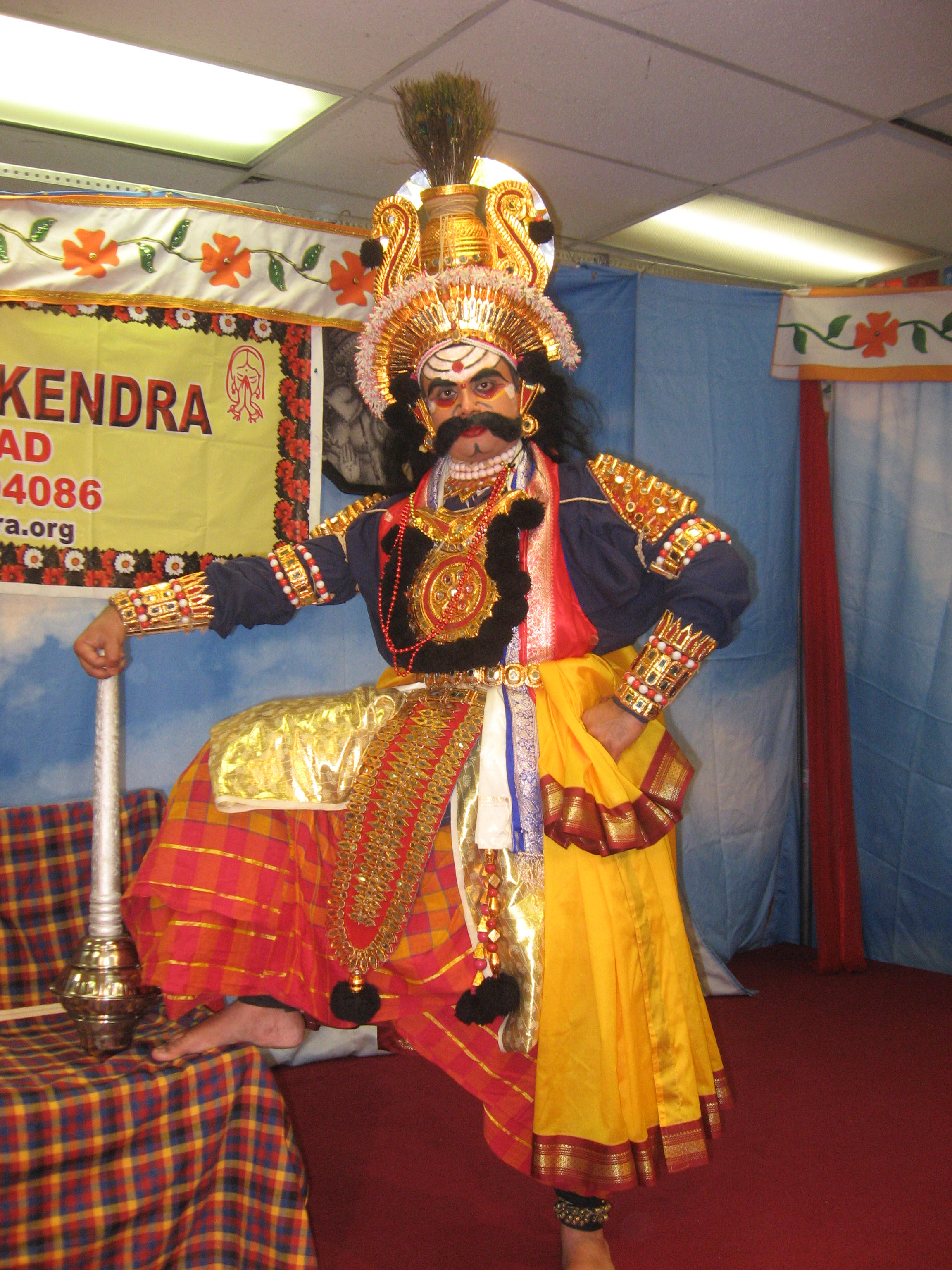
インドの演劇芸術、ヤクシャガナで使われる衣装

演劇、オペラ、舞踊、音楽会、映画、テレビなどの舞台上で出演者が着る衣装のこと。ステージ衣装とも。英語では、ステージ・コスチューム（stage costume）、シアトリカル・コスチューム（theatrical costume）と呼ぶ。舞楽、能、狂言においては装束と呼ぶ。ダンスにおいて着用する衣服のことはダンス衣装 (Dance costume) ともいう。アイドルが着用するものはアイドル衣装ともいう。
服装（衣裳・衣装・コスチューム）は非常に重要な要素であり、役者が演じる役の年齢、性別、職業、階級、人柄、更には演じられる時代、地理的場所、および日時、季節や天気についての情報さえも与える。また、様式化され誇張された舞台衣装によって人物の性格を強調することも行なわれる。（例：コンメディア・デッラルテのハーレクィンやパンタローネ。）

### 民族衣装
民族衣装とは、その民族独特の衣装のこと。例として、日本の着物、朝鮮のチョゴリ、朝鮮女性のチマチョゴリ、ベトナム女性のアオザイ、インド女性のサリー、スコットランドのキルト、ロシアのルバシカ、ロシア女性のサラファン、マレーシアのサロン、フィリピン女性のカミサ、サヤなどがある。

### 祝祭の衣装（イベント衣装）

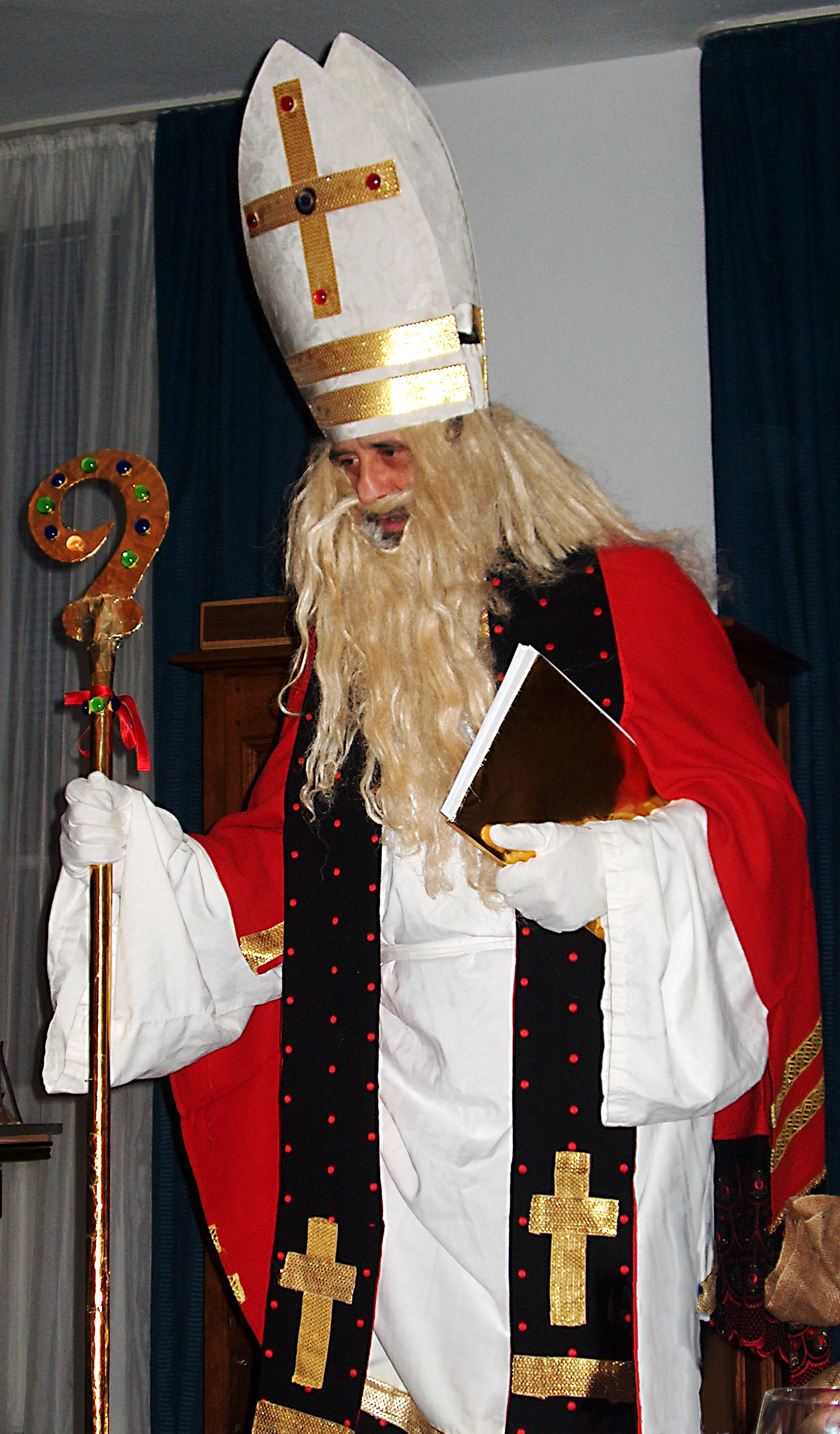
ドイツの伝統的サンタクロース

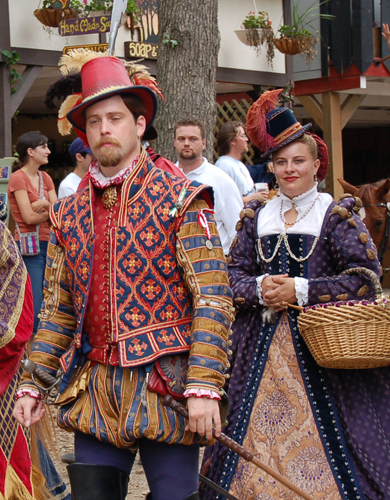
2006年のブリストル・ルネサンス・フェアで衣装を着た演者

衣装は、マルディグラおよびハロウィンといった祝日およびフェスティバルの重要な要素となり、（ある程度の）人々はまた、クリスマスおよび復活祭のような、その他の祝日に関連した衣装も着る。マルディグラの衣装は通常ジェスター (Jester) や他の空想のキャラクターである一方、ハロウィンの衣装は亡霊や吸血鬼のような超常的存在、大衆文化の象徴的人物、および天使である。クリスマスと復活祭の衣装は、サンタクロース（サンタ服を着て付け髭）とイースターバニーの動物着ぐるみである。宗教に関係ない休日では、衣装で様々なキャラクターを演じる。例えば、アメリカ独立記念日にはアンクル・サムの衣装を着る。

### コスプレ衣装
コスプレ用の衣装のことで、「COS衣装」「コス」などと略記されることもある。コスプレとは、漫画、アニメ、コンピューターゲームなどに登場するキャラクターの衣装やヘアスタイルなどを真似て仮装することで、英語で歴史劇を意味するコスチューム・プレイを略した言葉に由来する。

### マスコット衣装
他に衣装が人気な状況は、スポーツ行事で見られる。チームのマスコットキャラクターを模した衣装を着た人たちが、クラブやチームがチームの大義に向けた団結を助ける。マスコット衣装と非常に外観が似た動物の着ぐるみは、ファーリー・ファンダム（日本で言うケモナー）の一員に人気で、ファースーツと呼ばれる。

### 子供向け衣装

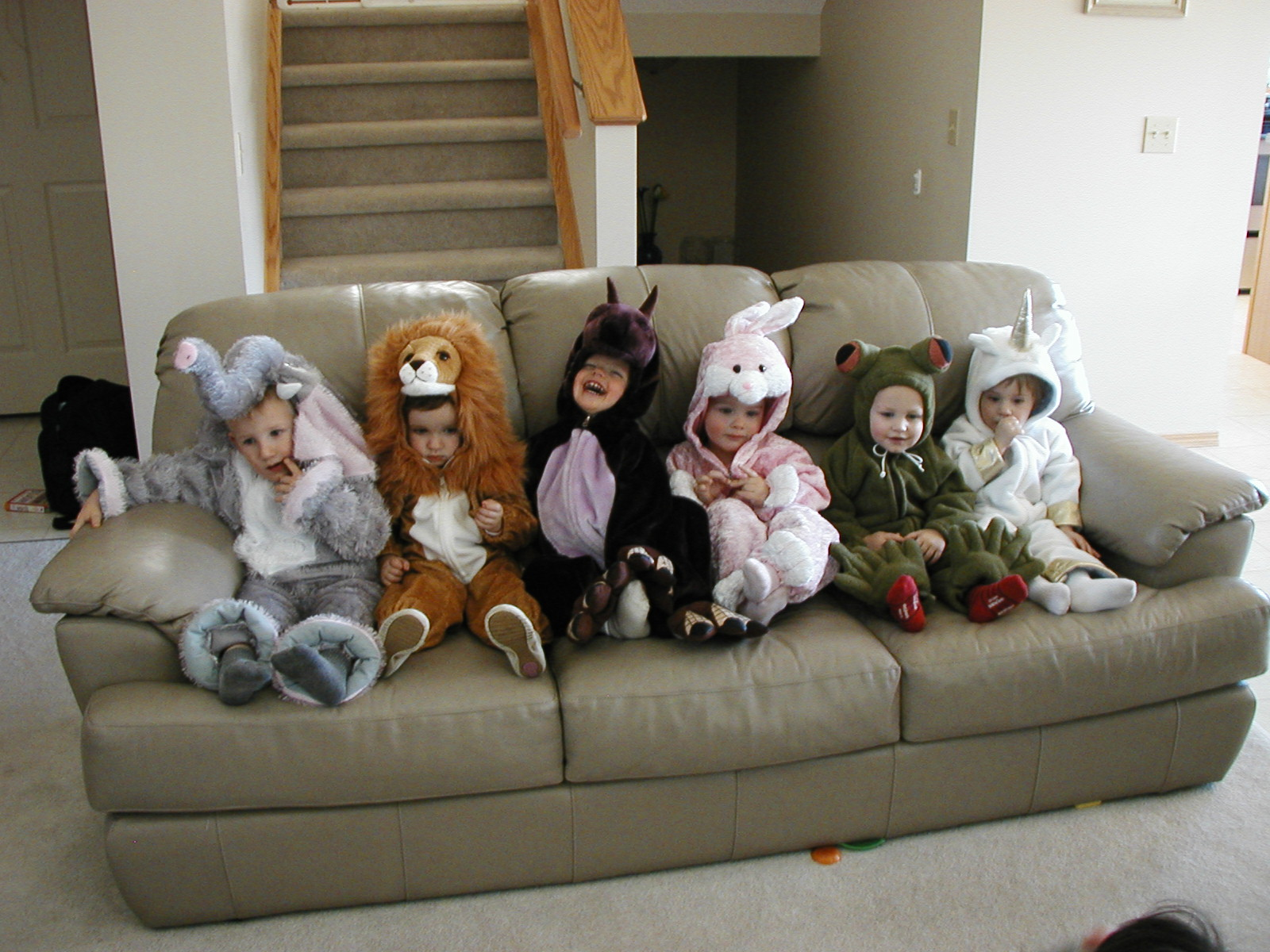
ハロウィーンで動物の衣装を着た子供

衣装はまた、子供が探検し役を演じる手段も提供する。衣装は様々な外観で着飾る。例えば、歴史上の人物や海賊、王女、カウボーイのような架空の人物、または看護婦や警察官のような通常の仕事、または動物園や農場でみられる動物の衣装がある。

### 花嫁衣装
花嫁衣装とは、結婚式の際に花嫁が着用する衣装のこと。和装では白無垢の打掛姿で、頭には角隠しをかぶるのが一般的である。洋装の場合はウェディングドレスと呼ばれ、頭にはベールを伴うのが一般的である。婚礼衣装。

### 晴衣装
晴衣装とは晴れ着のこと。晴れ着とは、ハレの日に着る衣服のこと。

## 装束
舞楽、能、狂言においては衣装のことを装束と呼ぶ
- 平安装束
- 唐衣裳装束（唐装束）
- 常装束（襲装束）
- 宿直装束
- 女性神職装束
- 巫女装束
- 采女装束
- 白装束
- 死に装束
- 蛮絵装束
- 狩衣（狩装束）

## 収納用品
- 衣装箪笥
- 衣装ケース（衣装箱、衣装櫃）
- 衣装戸棚（衣装棚）

## ことわざ
馬子にも衣装
馬を引いて人や荷物を運んでいた者をかつて馬子と呼んでおり身分も低く服装も粗末であったが、そのような者でも上等な衣服を着ると立派にみえるということ 。似たような意味のことわざに「切株にも衣装」、「人形にも衣装」がある。